# Maggie Rogers
Maggie Rogers (* 25. dubna 1994 Easton, Maryland) je americká zpěvačka, skladatelka a producentka z Eastonu v Marylandu. Průlom v kariéře zaznamenala poté, co byla její píseň „Alaska“ propagována Pharrellem Williamsem. V roce 2020 byla nominována na cenu Grammy za nejlepšího nového umělce.

## Brzký život a studium
Maggie vyrostla podél břehů řeky Miles v Eastonu v Marylandu. Milovala hudbu Gustava Holsta a Antonia Vivaldiho. Od sedmi let hrála na harfu a od osmé třídy skládala písně. Na střední škole začala hrát také na klavír a kytaru. 
Navštěvovala The Gunston School v Marylandu, a poté prestižní internátní školu St. Andrew's School v Middletownu v Delaware. Hrála na harfu ve školním orchestru, zpívala ve sboru, připojila se k jazzové skupině, naučila se hrát na banjo, začala se zajímat o folkovou hudbu a učila se programovat. Během svých náctiletých let také trávila léta na venkovském táboře v Maine.
Navštěvovala školu hudebního programu a vyhrála soutěž v psaní písní, díky čemuž se na tento svůj zájem více soustředila. Vytvořila provizorní studio ve kterém v roce 2012 nahrála své první album The Echo. Svá dema zahrnula jako součást přihlášky na Tisch School of the Arts, kde téhož roku započala studium.

### Vysokoškolské roky a objev
Na univerzitě zvažovala kariéru v hudební žurnalistice. V roce 2014 vydala další folkové album Blood Ballet.
Část svého studia strávila ve Francii. Během pobytu v Berlíně ji přátele přesvědčili k návštěvě klubu, kde objevila lásku k taneční hudbě. Po návratu domů začala přidávat prvky tohoto stylu do své hudby.
V roce 2016 napsala za patnáct minut píseň „Alaska“. Zahrála ji Pharrellu Williamsovi, který navštívil hodinu vyučovanou na její univerzitě. Williams o písni řekl: „Nikdy jsem neslyšel nic, co zní takhle.“ Video, které jej zachycuje při poslechu se na internetu stalo virálním. 
V květnu 2016 Maggie dokončila studium hudebního inženýrství, produkce a angličtiny na Clive Davis Institute of Recorded Music na newyorské univerzitě.

## Hudební kariéra
Po propagaci Pharrellem Williamsem se Maggie pokusilo získat několik různých labelů. Nakonec byla uzavřena smlouva s Capitol Records.
Její EP Now That the Light Is Fading vyšlo 17. února 2017.
V lednu 2019 vydala své debutové album Heard It In a Past Life, které obsahuje celkem 12 skladeb. Získalo vřelé recenze a umístilo se na 5. místě žebříčku nejlepších alb roku 2019 od časopisu Billboard. Album obsahuje i dříve vydané singly, konkrétně „Alaska“ a „On + Off“ z jejího EP Now That the Light Is Fading, ale také novější singly jako „Fallingwater," „Give a Little," „Light On“ a „Burning.“ Singl „Light On“ byl časopisem Billboard označen za 13. nejlepší píseň roku 2019.
V roce 2020 byla nominována na cenu Grammy za nejlepšího nového umělce.

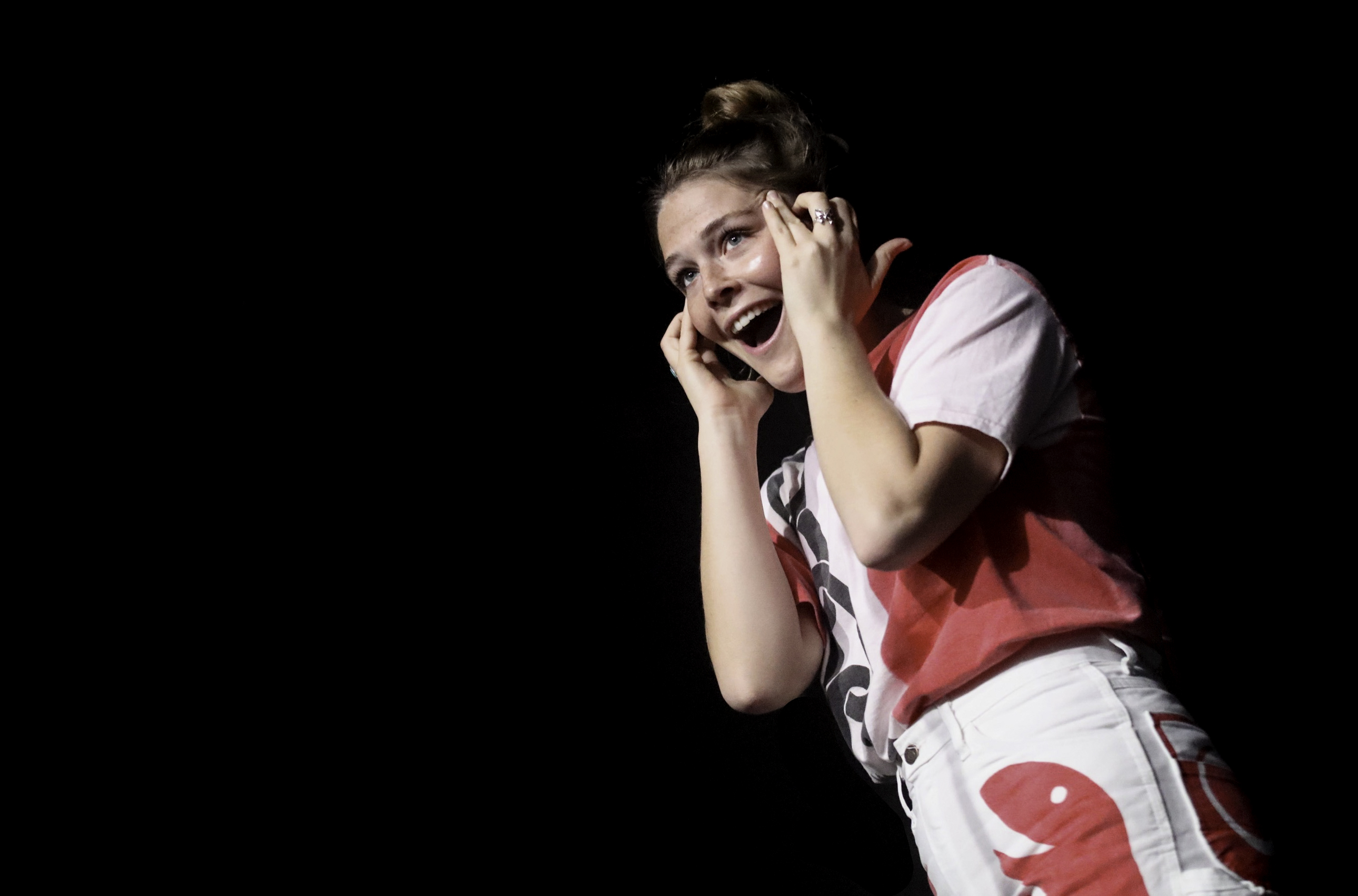
Maggie během vystoupení v Minneapolis v roce 2018
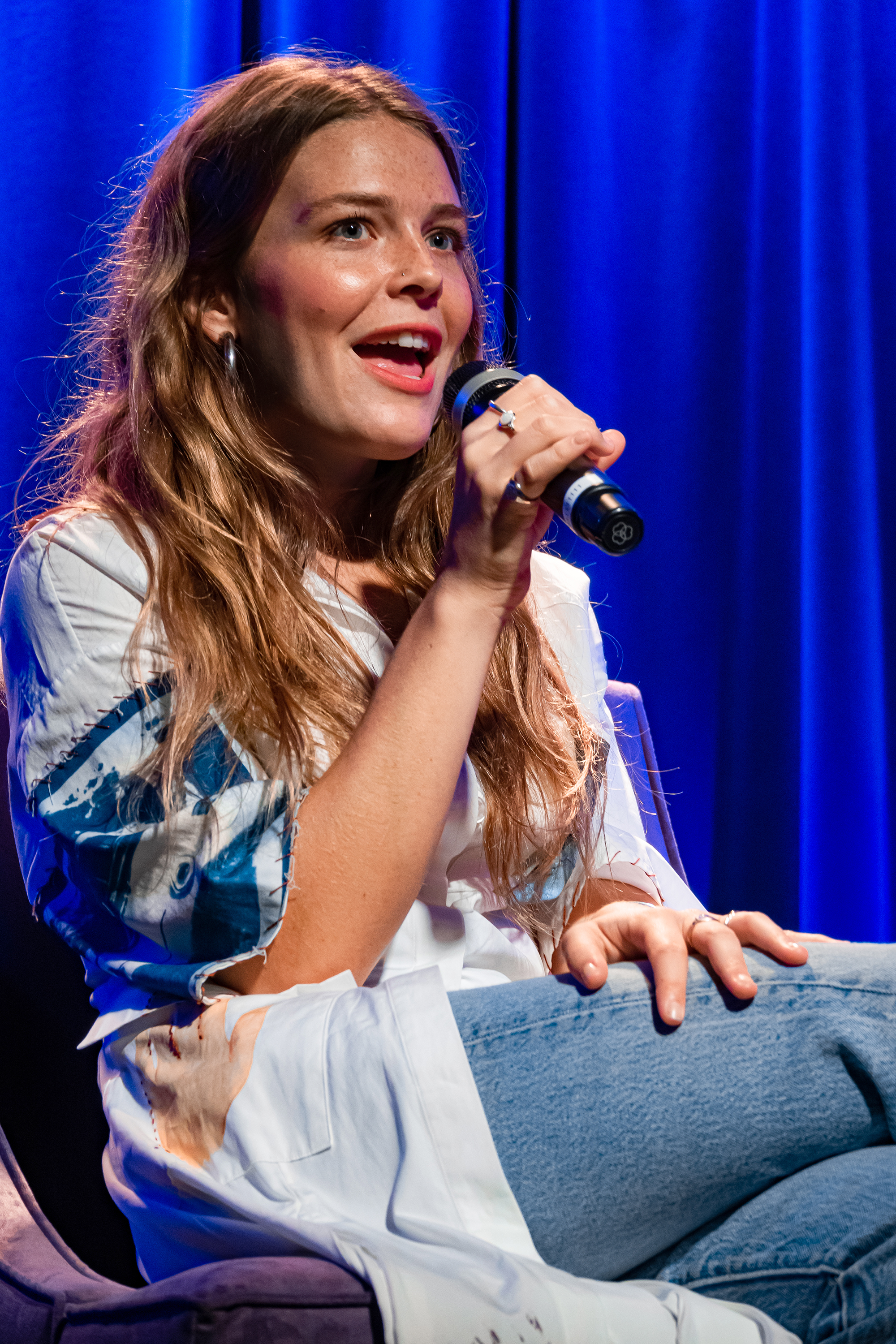
Maggie během vystoupení v roce 2019

## Osobní život
Maggie uvedla, že má synestezii. Konkrétně je schopna vnímat barvy jako reakci na hudbu.
Během představení ACL Live v Moody Theatre v Austinu 19. října 2019 ji jeden muž požádal, aby „ukázala bradavky.“ Maggie využila sociálních sítí, aby vyjádřila své pocity a byla oceněna fanoušky i veřejností za to, že se sexistickým komentářům postavila.
Její píseň „Give A Little“ byla napsána ve stejný den, kdy se konala akce The National School Walkout týkající se kontroly vlastnění zbraní. Aktivismus studentů ji inspiroval k napsání písně o empatii a jednotě. Mezi organizace, které podporuje patří i American Civil Liberties Union.

## Diskografie

### Studiová alba
- Heard It in a Past Life (2019)
- Surrender (2022)
- Don't Forget Me (2024)[2]

### EP
- Now That the Light Is Fading (2017)